# Garde aérienne allemande
La Garde aérienne allemande (DRF) est un service de secours routier créé par la fondation Björn Steiger en 1972. Elle intervient dans différents pays germanophones (Allemagne, Autriche et Suisse).

## Histoire
La DRF est créée en 1972 par la fondation Björn Steiger et son premier dirigeant en est Siegfried Steiger. Elle acquiert alors des aéronefs et met en place les structures nécessaires à leur entretien.

### La Fondation Björn Steiger
Le 3 mai 1969, Björn Steiger, petit enfant de 8 ans, est renversé par une automobile et décède pendant son transport. Ses parents, Ute et Siegfried, jugeant que le décès est consécutif aux délais mis par l'ambulance pour arriver sur les lieux à cause des conditions météorologiques, décident de créer une fondation visant à améliorer les secours médicaux d'urgence. Le 7 juillet, la Rettungsdienst Stiftung Björn Steiger est créée.
La fondation aide alors à l'équipement des bornes d'urgence situées au bord des routes, à l'équipement en moyens de communication adaptés des services de secours, de police et de régulation médicale.
Elle offre aussi, à la ville de Munich, un hélicoptère ayant vocation à assurer des missions de sécurité civile. Ce premier hélicoptère, détruit au cours d'un accident en 1971 sera le premier d'une longue série.

## Moyens

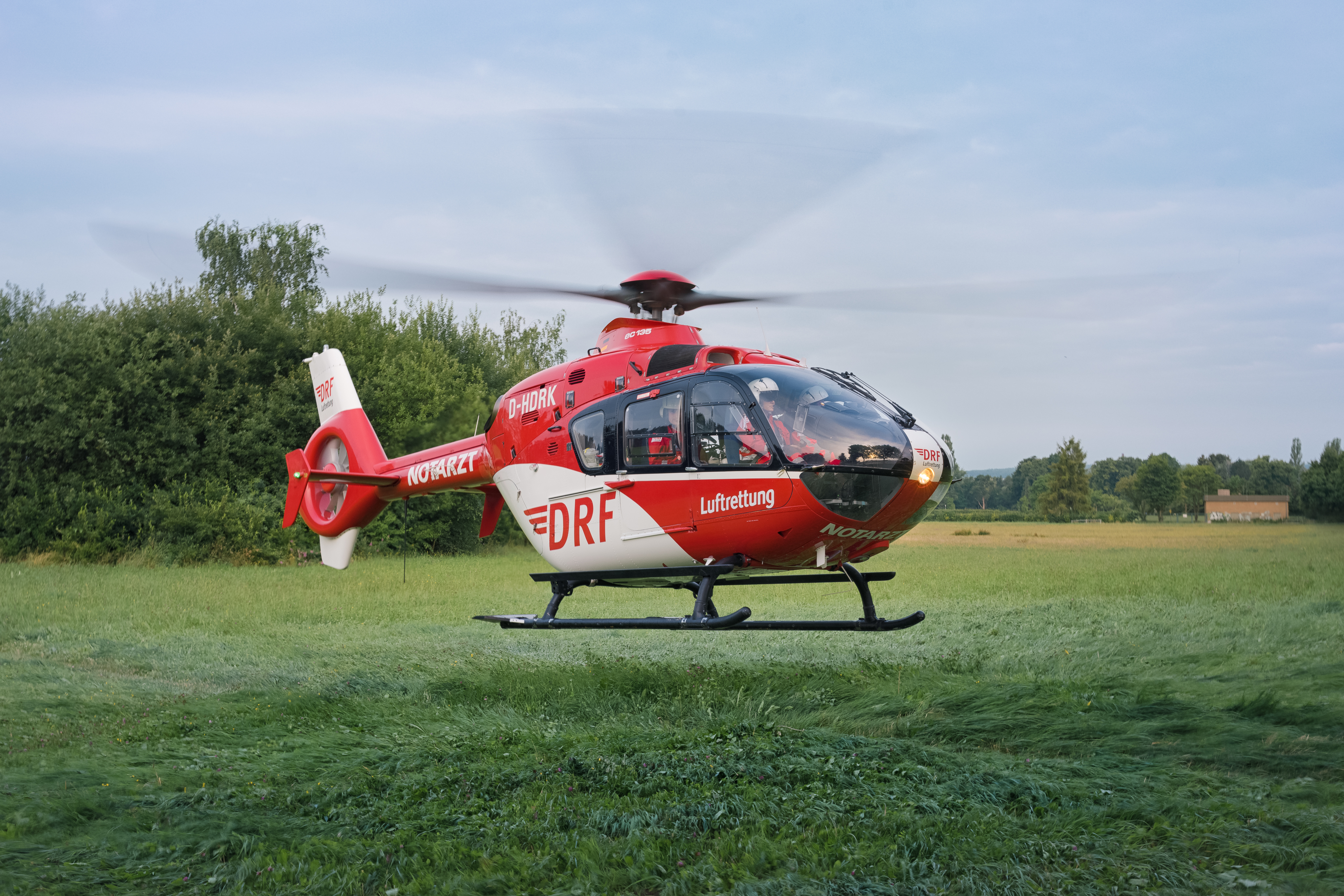
Un hélicoptère de la Garde. Celui-ci est affecté à l'université de Göttingen. Juillet 2017.

La DRF emploie 700 médecins, 500 personnels paramédicaux et 180 pilotes capables d'armer, en 2013, une cinquantaine d'hélicoptères stationnés en Allemagne, en Autriche et au Danemark :
- 14 Eurocopter EC135
- 2 EC 145
- 24 BK 117
- 5 Bell 412

Elle compte aussi un service d'ambulances aériennes avec 3 avions stationnés à Stuttgart :
- 3 Learjet 35 A